# Wallers-en-Fagne
Wallers-en-Fagne (bis zum August 2007 Wallers-Trélon, ndl.: "Wallaar") ist eine französische Gemeinde mit 274 Einwohnern (Stand 1. Januar 2022) im Arrondissement Avesnes-sur-Helpe im Département Nord in der Region Hauts-de-France.

## Lage
Die Gemeinde Wallers-en-Fagne liegt am Fluss Helpe Majeure im Regionalen Naturpark Avesnois, 20 Kilometer nordnordöstlich von Hirson. Im Süden grenzt die Gemeinde auf 500 m Länge an Belgien. Nachbargemeinden sind Moustier-en-Fagne im Norden, Baives im Osten, Momignies (Belgien) im Süden, Ohain im Südwesten sowie Trélon im Westen und Nordwesten.

## Geschichte
Im Jahre 657 gründete Landelin von Crespin auf Besitz, den seine Familie von König Dagobert I. geschenkt bekommen hatte, einige Kilometer südlich der von ihm zuvor gegründeten Abtei Aulne die Abtei Waslere, die er den Aposteln Petrus und Paulus widmete und in der er den später heiliggesprochenen Dodo als Abt einsetzte. Das Kloster wurde bereits im Jahre 870 von marodierenden Wikingern zerstört; von ihm sind kaum noch Spuren vorhanden.
Um das Benediktiner-Kloster entwickelte sich der kleine Ort Wallers.

## Bevölkerungsentwicklung
| Jahr                       | 1962 | 1968 | 1975 | 1982 | 1990 | 1999 | 2009 | 2021 |
| -------------------------- | ---- | ---- | ---- | ---- | ---- | ---- | ---- | ---- |
| Einwohner                  | 282  | 257  | 251  | 225  | 219  | 215  | 282  | 280  |
| Quellen: Cassini und INSEE |      |      |      |      |      |      |      |      |

## Sehenswürdigkeiten

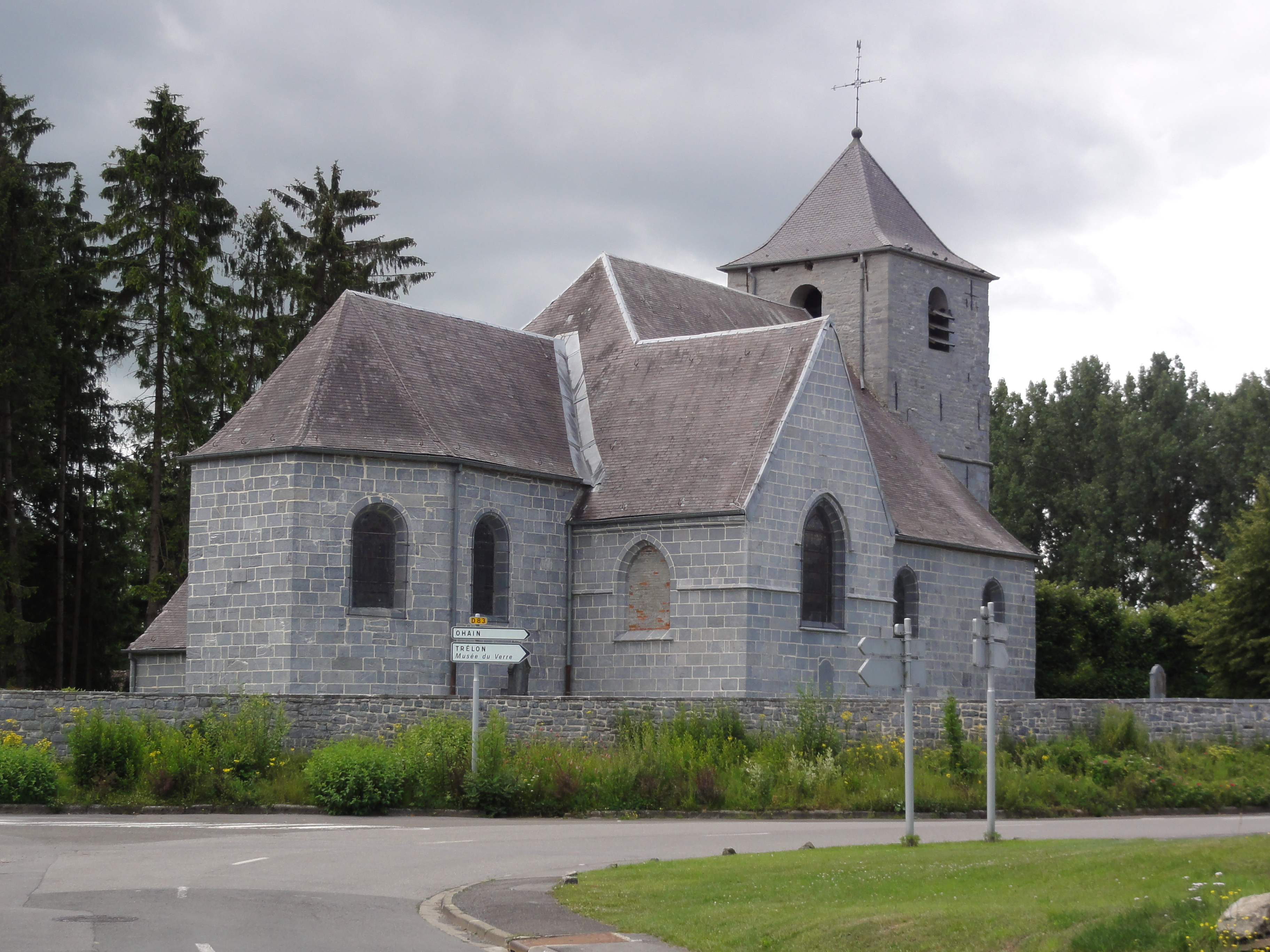
Kirche Saint-Hilaire
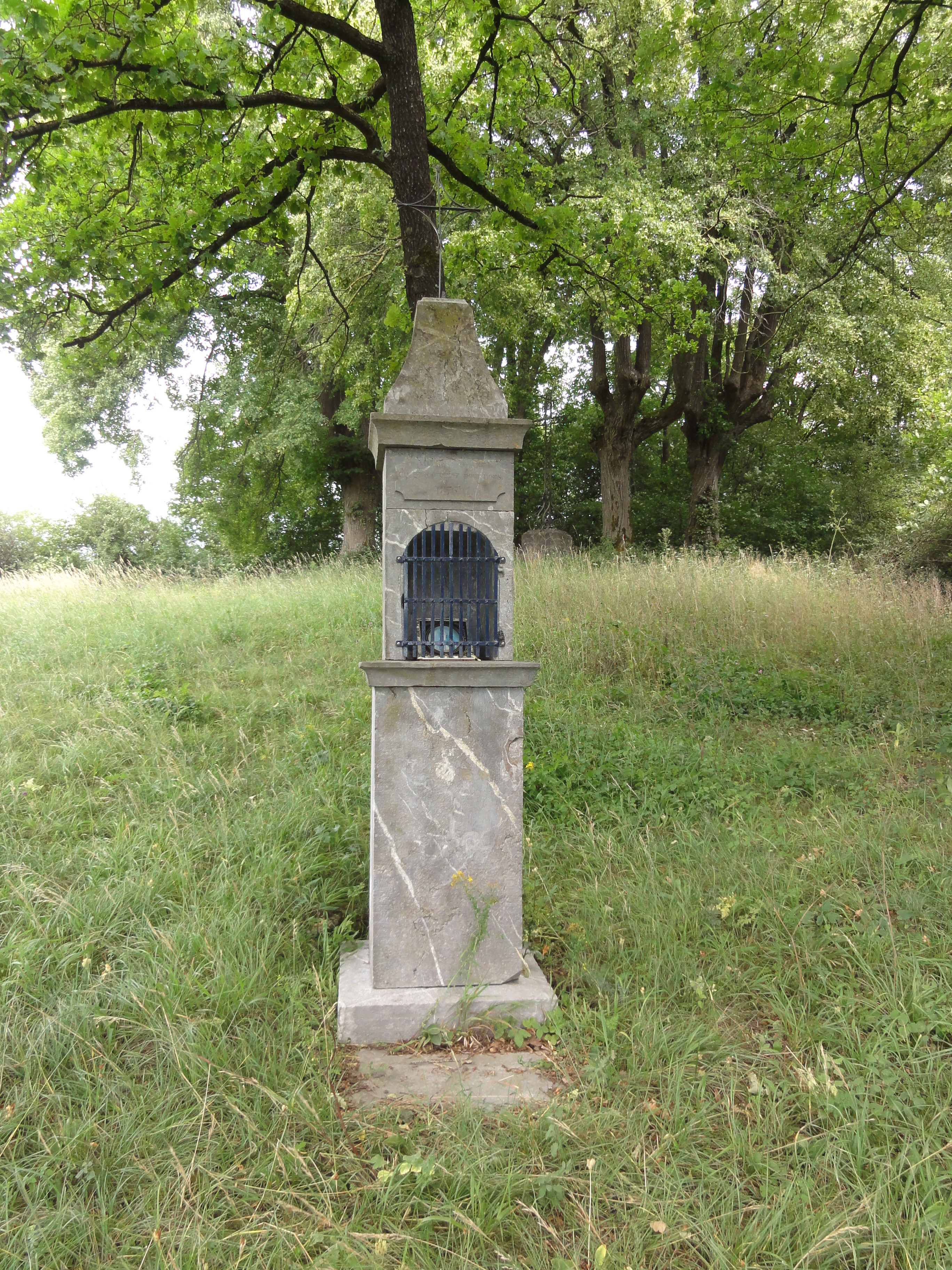
Oratorium Notre-Dame de Grâce
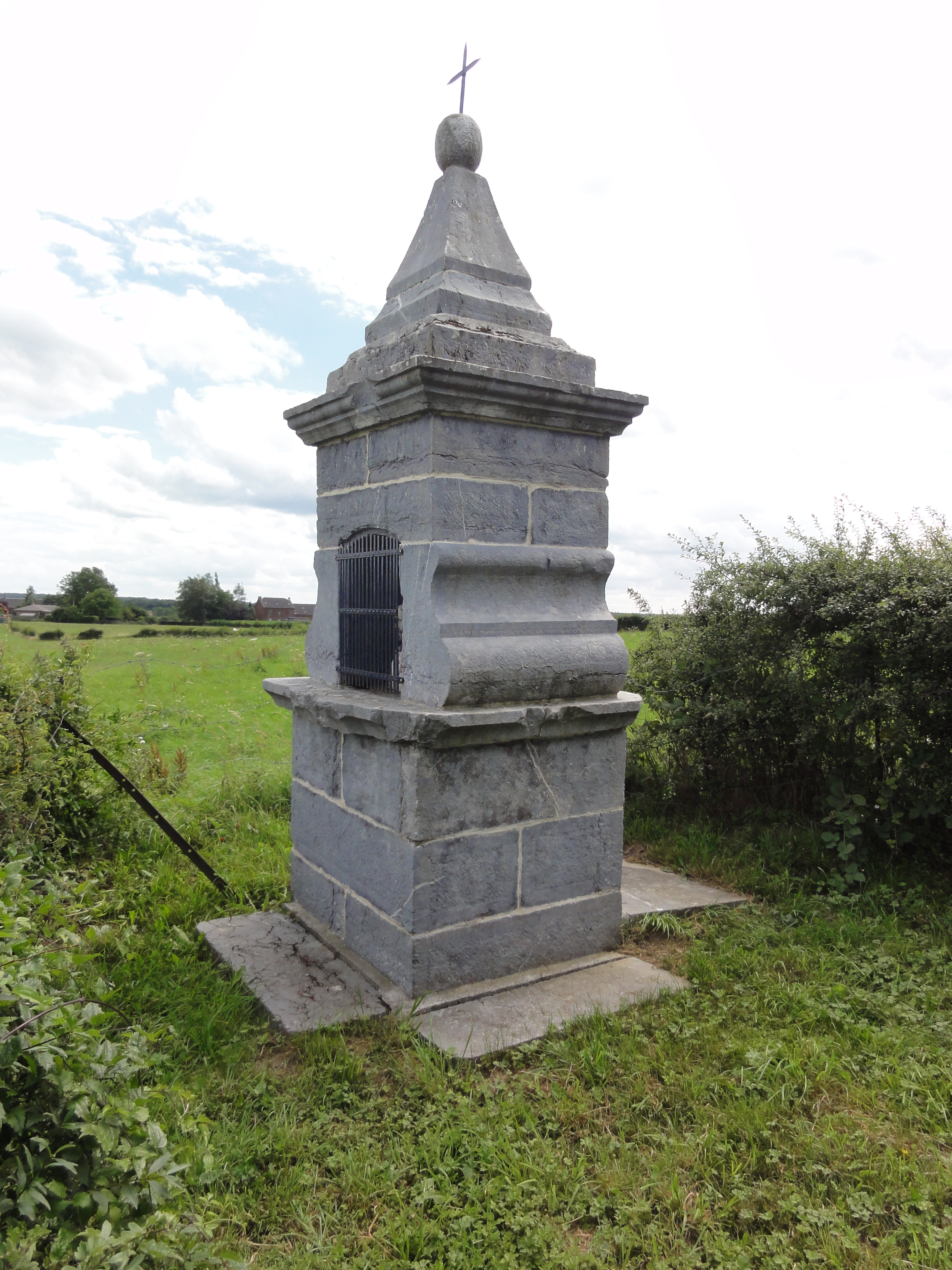
Oratorium Notre-Dame de Liesse
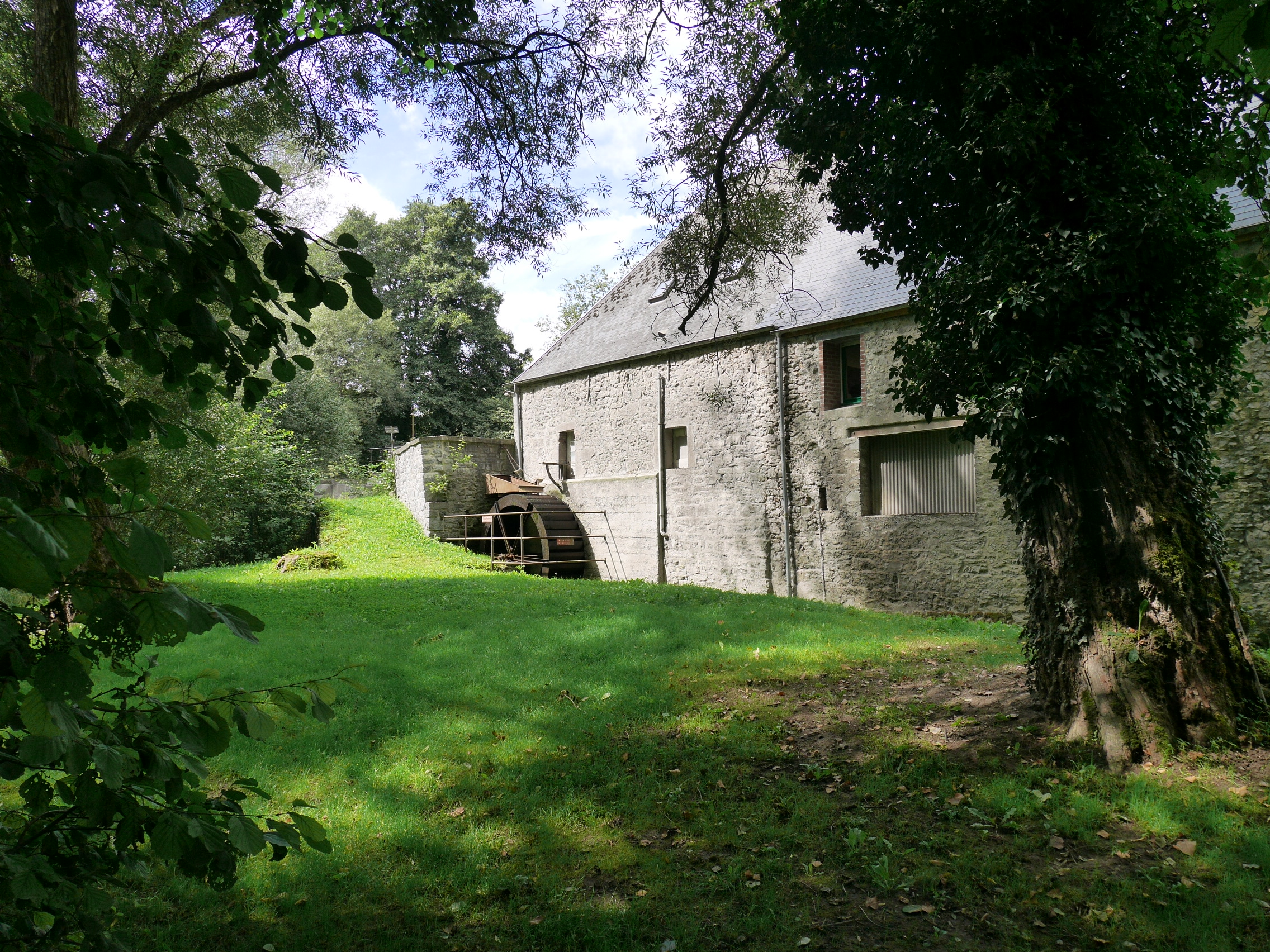
Wassermühle
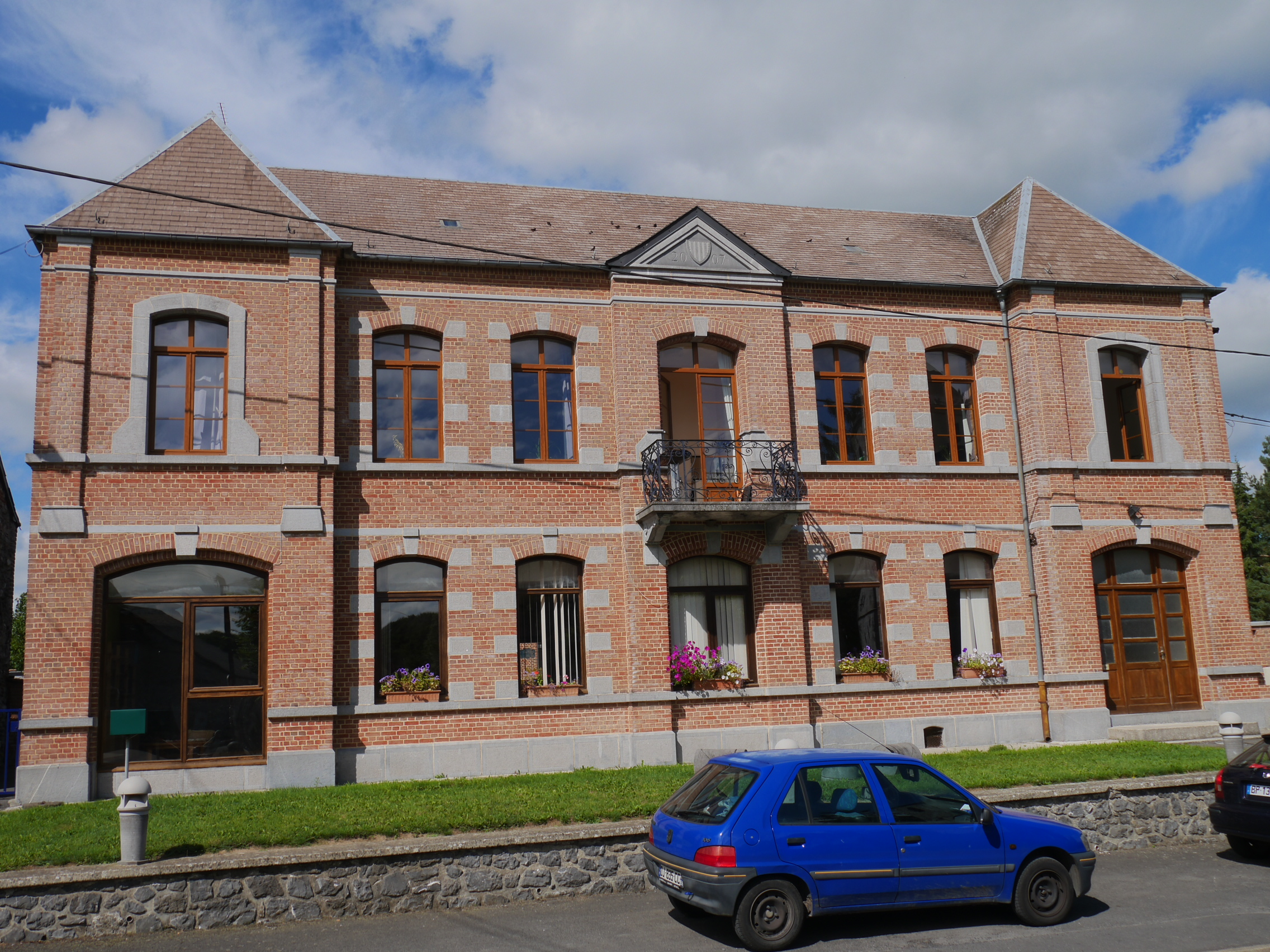
Schule
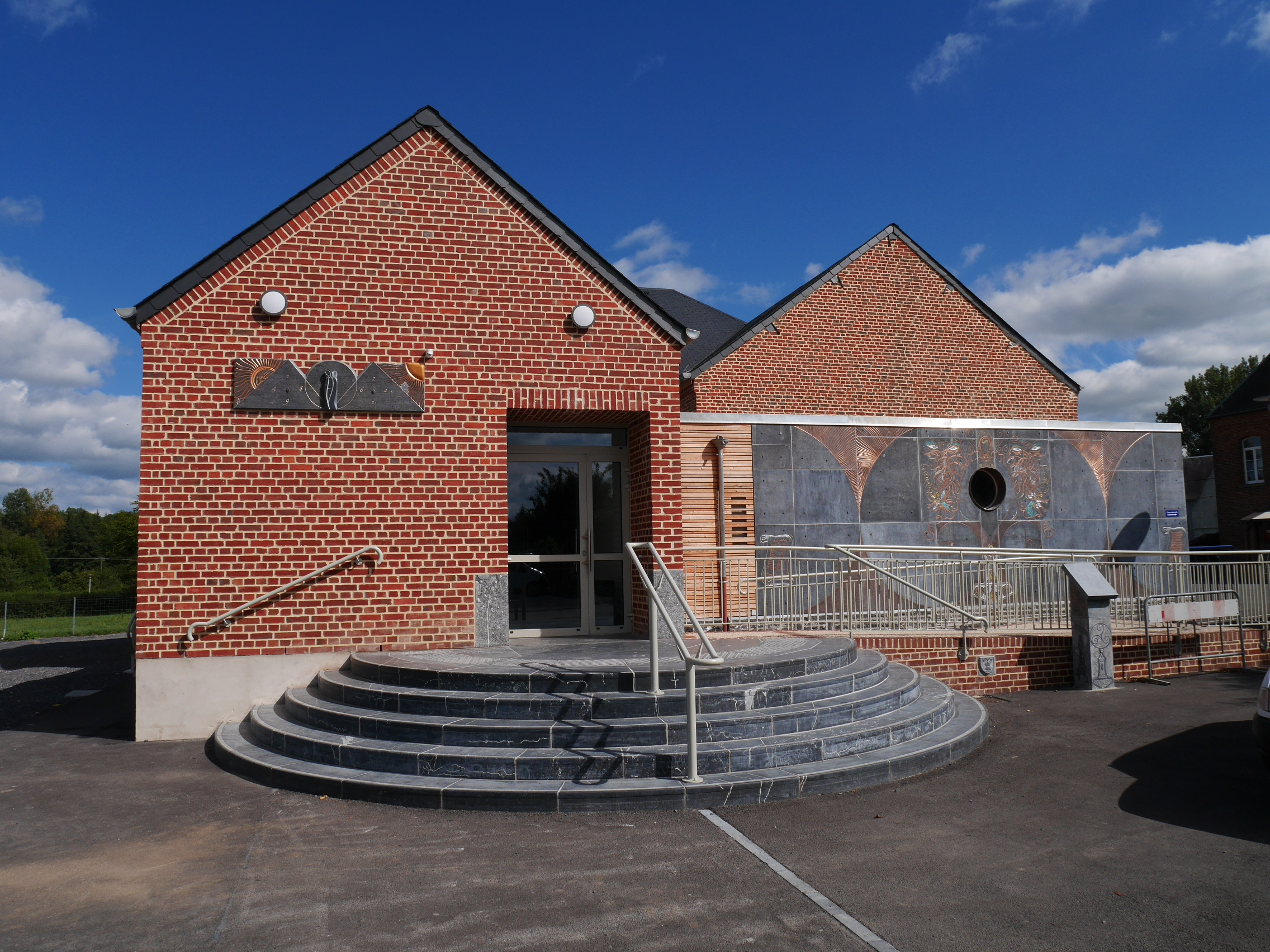
Gemeindefesthalle
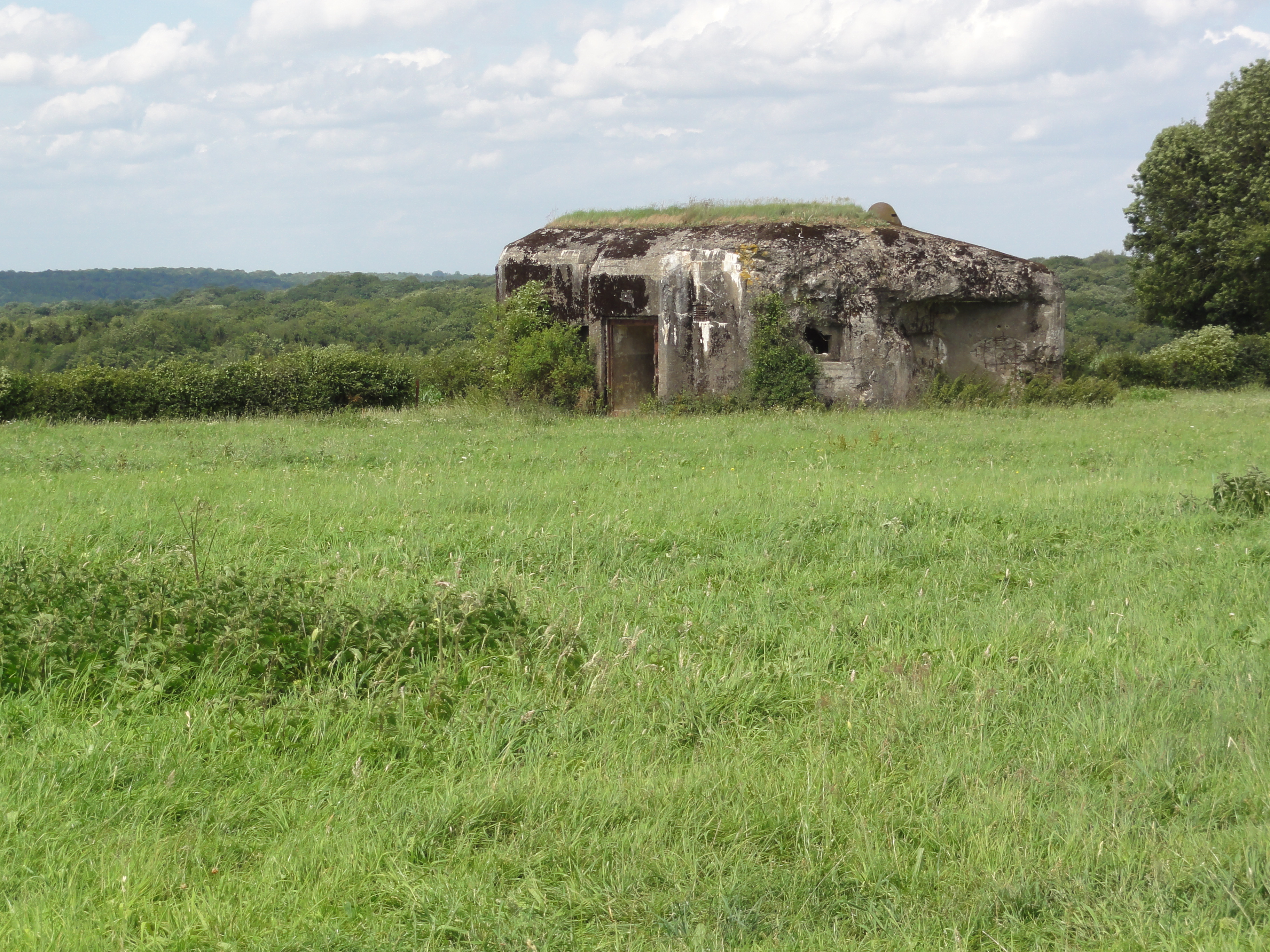
Überreste der Kasematte im Westen der Gemeinde
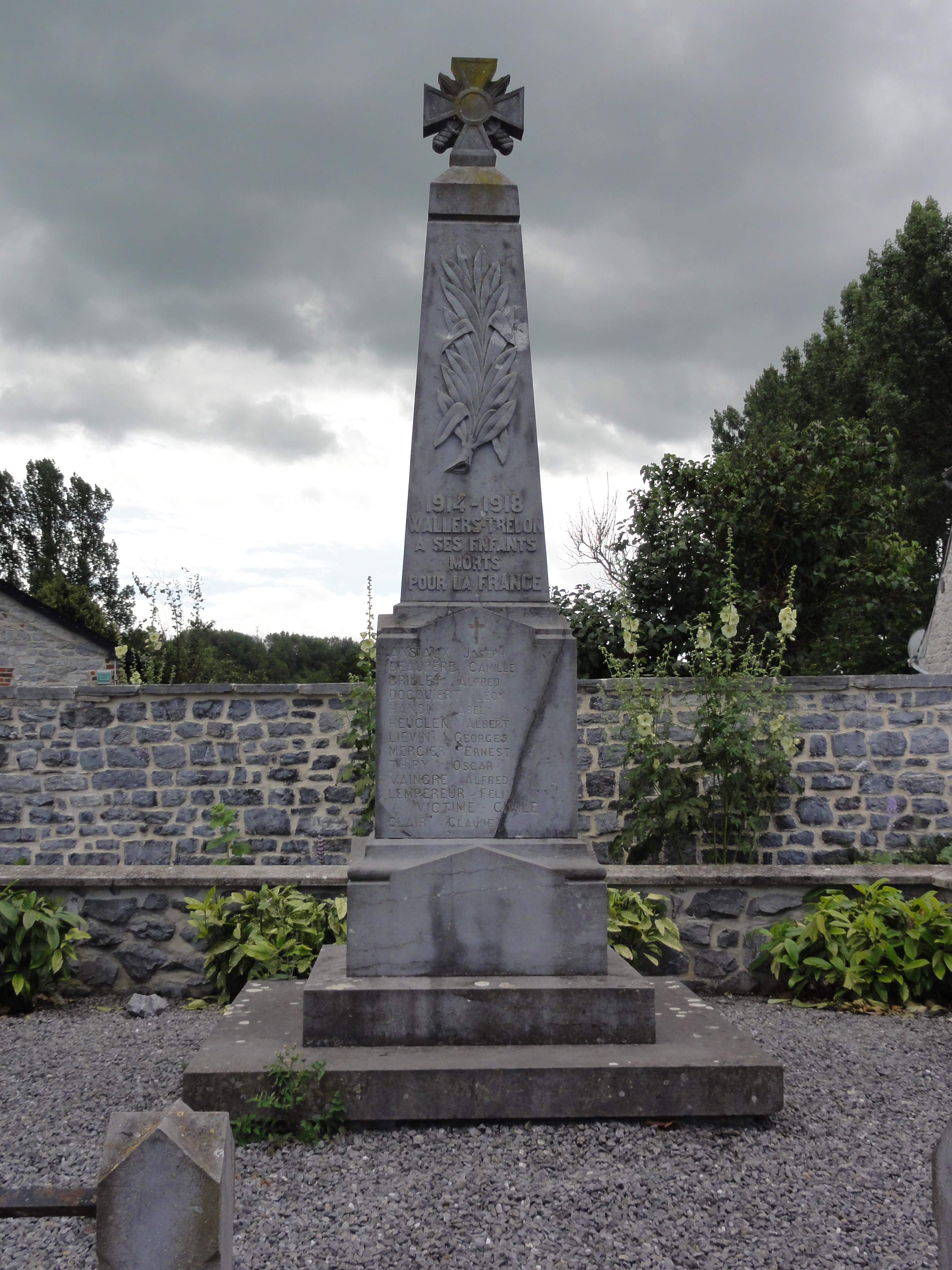
Gefallenendenkmal

- mehrere Oratorien

- Kirche Saint-Hilaire
- Oratorium Notre-Dame de Grâce
- Oratorium Notre-Dame de Liesse
- Wassermühle
- Schule
- Gemeindefesthalle
- Überreste der Kasematte im Westen der Gemeinde
- Gefallenendenkmal